# Música de Carrusel
|                                      |  |  |
| Álbuns lançados pelo SBT, no Brasil. |  |  |

A seguir apresentam-se os lançamentos discográficos de Carrusel, uma telenovela mexicana de autoria da escritora Abel Santa Cruz de Abreu produzida pela Televisa e exibida pelo Canal de las Estrellas de 19 de janeiro de 1989 a 11 de maio de 1990, em 375 capítulos. Foi exibida, no Brasil, pelo SBT de 20 de maio de 1991 e 21 de abril de 1992. Gabriela Rivero, Ludwika Paleta, Pedro Javier Viveros, Jorge Granillo, Flor Eduarda Gurrola, Hilda Chávez, Jorge Granillo, Krystel Klithbo, Joseph Birch, Abraham Pons, Mauricio Armando, Gabriel Castañon, Rafael Omar Lozano, Yoshiki Taquiguchi, Georgina García, Manuel Fernández, Karen Nisembaum, Silvia Guzmán, Erika Garza, Janet Ruiz e Beatriz Moreno interpretam os papéis principais da trama.

## Internacional
Exceto a canção tema, "Carrusel de Niños", interpretada pelo elenco infantil, as outras canções da trilha praticamente não eram tocadas constantemente na novela. Elas foram mais usadas em apresentações musicais ao vivo feitas na época.
Algumas músicas presentes no álbum como "Señor Lenguaje", "La Noche de la Escuela", "De Otro Planeta", "Porque Mañana" e "Con Sus Alas Lastimadas" são regravações das mesmas presentes na trilha sonora da trama anterior argentina Señorita Maestra.
Quando foi transmitida no Brasil em 1991 pelo SBT, a novela teve sua trilha toda reformulada, fazendo com que a emissora lançasse um álbum com outras canções interpretadas por artistas nacionais, por isso, as canções originais são pouco conhecidas pelo público brasileiro.
| N.º | Título                    | Intérprete                            | Duração |  |
| 1.  | "Carrusel de Niños"       | Elenco infantil                       | 3:09    |  |
| 2.  | "De Otro Planeta"         | Pedro Javier Viveros                  | 5:01    |  |
| 3.  | "El Recreo"               | Gabriela Rivero, Pedro Javier Viveros | 2:11    |  |
| 4.  | "Porque Mañana"           | Gabriela Rivero                       | 2:44    |  |
| 5.  | "Señor Lenguaje"          | Elenco infantil                       | 2:23    |  |
| 6.  | "Con Sus Alas Lastimadas" | Flor Eduarda Gurrola                  | 4:08    |  |
| 7.  | "La Noche de la Escuela"  | Elenco infantil                       | 3:09    |  |
| 8.  | "Señorita Maestra"        | Gabriela Rivero, elenco infantil      | 3:00    |  |

## Nacional
Essa trilha foi lançada somente no Brasil durante a exibição da novela no país em 1991 pelo SBT. Mesmo tendo uma trilha original, a emissora decidiu aproximar o público brasileiro com a novela, a reformulando e lançando um álbum com outras canções somente interpretadas por artistas brasileiros.
| N.º | Título                      | Intérprete                    | Duração |  |
| 1.  | "Carro-Céu"                 | Super Feliz                   | 4:01    |  |
| 2.  | "Acorda Pai"                | Trem da Alegria               | 2:48    |  |
| 3.  | "Ciranda"                   | Mariane                       | 3:29    |  |
| 4.  | "Hino à Criança"            | Grupo Papillon                | 2:32    |  |
| 5.  | "Sonho de Amor"             | Patrícia Marx                 | 4:42    |  |
| 6.  | "Varinha de Condão"         | Maria                         | 4:15    |  |
| 7.  | "O Nascer do Sol"           | Amado Batista                 | 2:51    |  |
| 8.  | "Amiga Professora"          | Grayce                        | 2:51    |  |
| 9.  | "O Passarinho"              | José Augusto, Trem da Alegria | 4:08    |  |
| 10. | "Nem Tudo Que Reluz é Ouro" | Mariane                       | 3:33    |  |
| 11. | "Canção do Papai"           | Laura                         | 3:04    |  |
| 12. | "Segredo"                   | Luan e Vanessa                | 3:27    |  |

Com o sucesso de Marlene Costa ao dublar a Professora Helena no Brasil, o SBT decidiu lançar uma segunda trilha constituída por cantigas de roda interpretadas pela dubladora. Assim como o anterior, esse álbum foi lançado somente no país.  Mesmo sendo considerado um álbum associado a novela, suas canções nunca foram executadas durante a trama.
| N.º | Título | Intérprete    | Duração |  |
| 1.  | "Fui Morar Numa Casinha/A Barata Diz Que Tem"                                                                                       | Marlene Costa |         |  |
| 2.  | "O Sapo Não Lava O Pé/Da Minha Viola"                                                                                               | Marlene Costa |         |  |
| 3.  | "Dona Aranha/Os Sentidos/Marre-Deci"                                                                                                | Marlene Costa |         |  |
| 4.  | "São João Dararão/Coelhinho/Os Dedinhos"                                                                                            | Marlene Costa |         |  |
| 5.  | "Homenagem ao Papai (Três Letrinhas/Vamos Todos te Abraçar/Papai Capitão/O Barulho da Chavinha/Sorriso de Criança/Vamos Comemorar)" | Marlene Costa |         |  |
| 6.  | "Os Indiozinhos/Pop Pop/Fifi Pombinha Branca/Atchim/Bata Palmas"                                                                    | Marlene Costa |         |  |
| 7.  | "Homenagem aos Professores (Bom Dia/Minha Escola/A Turma Toda/A Nossa Mensagem)"                                                    | Marlene Costa |         |  |
| 8.  | "Meu Lanchinho/Borboletinha/Sapo Jururú"                                                                                            | Marlene Costa |         |  |
| 9.  | "Homenagem à Mamãe (Meu Coração/Três Letrinhas/Mamãezinha do Céu/A Mamãe é Muito Boa/Canção P/ Ninar a Mamãe/Fruto do Amor)"        | Marlene Costa |         |  |